# プラモ天才エスパー太郎
『プラモ天才エスパー太郎』（プラモてんさいエスパーたろう）は、斉藤栄一による日本の漫画。小学館の月刊漫画雑誌『月刊コロコロコミック』に1983年4月号から1984年8月号にかけて連載された。

## 概要
連載開始当時はライバル誌の『コミックボンボン』でプラモデル漫画『プラモ狂四郎』（以下『狂四郎』）が人気を博していたため、それに対抗し得るプラモ漫画として描かれた作品である。作者の斉藤がプラモを大の趣味としていることに加え、熱烈なSFファンだったこともあり、同じプラモ漫画でも『狂四郎』とは違った要素を盛り込むために『幻魔大戦』『七瀬ふたたび』といった作品をベースとして、超能力の要素が盛り込まれることとなった。
プラモ漫画ではあるが、当時の小学館が『超時空要塞マクロス』の掲載権を所有していたため、本作で登場するプラモはマクロスを始め、ほとんどが「超時空シリーズ」に登場したものである。
テーマに超能力を盛り込んだため、連載開始当初の『コロコロコミック』編集部が意図していたプラモ漫画とは異なる作品として仕上がってしまったが、プラモデルに対する読者からの反応は少なく、むしろ超能力作品として愛読する読者が多かったという。それまでにギャグを多く手がけていた斉藤が、初めて原作無しのストーリー作品に取り組んだ作品であり、斉藤も非常に思い入れの深い作品と語っている。
単行本はてんとう虫コミックスレーベルで全3巻が発売されたが最終回と直前の2話が収録されなかった。後年になって未収録を追加した完全版がコミックパークの小学館オンデマンドコミックスから発売されたが、コミックパークが2022年9月20日をもってサービス終了しており、同年10月より単行本基準収録の電子書籍版が各電子書籍配信サービスにて販売開始した。
作者の斉藤と『狂四郎』の作者のやまと虹一氏は同郷出身の友人同士であった。

## あらすじ
主人公・茂寺太郎を始めとする少年少女たちが「エスパープラモ戦隊」を結成。プラモの中に入り込んで戦う「プラモイン」と呼ばれる超能力を駆使して、超能力の悪用を企む魔仁塔の野望に立ち向かう。

## 登場人物

### エスパープラモ戦隊
茂寺 太郎（もでら たろう）
主人公。小学5年生。信五が実家の模型店の看板として、フルスクラッチした1/25 バルキリーVF-1Jにプラモインする。
タイトルの「プラモ天才」に反して組み上げたバルキリーを「ボロキリー」と言われるほどにプラモ製作技術は未熟だが、プラモ製作中の集中力は超人的で、これが強力なプラモイン能力に繋がっている。
エスパーとしての成長力に長け、戦いを重ねる度にサイコキネシス、テレポート、透視などの新能力に次々と開眼していく。1/25 バルキリーは本来、変形可能なフルスクラッチモデルだが、太郎は当初バルキリーが可変戦闘機であるという基本設定すら知らなかった。変形できることを知ってからも超能力が未熟だったうちはバトロイド形態のみで戦っていたが、作中で超能力の成長と共にバトロイドバルキリーをガウォーク、ファイターへ変形させる能力を会得した。
終盤ではバルキリーが吹雪の操るラーナ少尉のアーミング・ダブレットに破壊され、最終回では『超時空騎団サザンクロス』に登場するポール中尉のアーミング・ダブレットで最終決戦に臨んだ。
高橋 信五（たかはし しんご）
中学2年生。プラモ戦隊のリーダー格で実家は模型店「たかはしモケイ」を経営している。
各種プラモの知識に詳しい戦隊の最年長メンバー。プラモ改造を得意とする。かつては魔仁塔と親友同士だった。
愛機は1/72 デストロイド・スパルタン。
落合 耕也（おちあい こうや）
小学6年生。プラモ戦隊の頭脳的存在で、ジオラマ製作の名手。テレポート能力の持ち主でもある。
愛機は1/100 デストロイド・トマホーク。
泉 佳子（いずみ けいこ）
プラモ戦隊の紅一点。小学5年生。太郎と同学年だが、クラスは別。プラモイン能力は体力的にやや劣るが、テレパシー能力を持ち、相手の心を読んで攻撃をかわすなどの活躍を見せる。
愛機は1/144 ファイターバルキリーVF-1J（ミリア専用機）。
泉 健市（いずみ けんいち）
佳子の弟で、小学1年生。まだ幼く、プラモイン能力は未熟だが予知能力、透視能力を持ち、魔仁塔の来襲を予知することもできる。
愛機は1/200 デストロイド・ディフェンダー。
雲野 大吉（うんの だいきち）
魔仁塔の通う中学校の柔道部主将。彼のプラモ仲間であり、超能力者でもある。魔仁塔から渡された強化リングでプラモイン能力に目覚めた。好戦的な性格が災いし、魔仁塔に刺客に仕立て上げられ、太郎と戦うが魔仁塔の卑劣さを知り、持ち前の正義感ゆえに彼と袂を分かち、太郎たちの味方となる。
愛機は『超時空世紀オーガス』に登場するナイキック（アテナ専用機）。

### 魔仁塔と仲間たち
魔仁塔 烈（まにとう れつ）
中学2年生。実家は大型模型店「プラモスーパー マニトウ」を経営している。
プラモイン能力を始めとする、あらゆる超能力に長けるが、その能力を使って世間を混乱に陥れようとしている。複数のプラモに一人で同時にプラモインできる他、サイコキネシスで手を触れずして、一度に多くのプラモを一瞬で組み上げることもできる。
当初の愛機はフルスクラッチで自作した1/20 グラージ、リガードだった。改造強化した カスタムタイプのグラージ、名称不明のオリジナル改造プラモ等も操った。
最終回ではプラモイン能力が衰え始めているときに無理やりプラモインして限界まで戦った結果、謎の消滅を遂げ、その姿を消す。
黒田 実（くろだ みのる）
太郎のクラスメイトで、彼も超能力を持つ。佳子に恋心を抱いていたことから、佳子と行動を共にする太郎に嫉妬。そこを魔仁塔に付け込まれ、強化リングでプラモイン能力を仕込まれて、太郎への刺客として差し向けられた。
使用機はクァドラン・ロー、バルキリーVF-1S ロイ・フォッカースペシャル、スーパーバルキリー、約2mの巨大リガード、魔仁塔が作ったオリジナル改造プラモ等、作戦に応じて使い分ける。
後に魔仁塔に捨て駒同然に利用されていたことに気付き、転校という形で魔仁塔や太郎たちの下から姿を消した。
阿朱良 走司（あしゅら そうじ）
魔仁塔の従弟。サッカーチームの一員で、コンクリートをも砕くシュート力を持つ。プラモイン能力の持ち主で、催眠術の使い手。戦闘中でも隙あらば相手を瞬時に催眠状態にして無力化できる能力を持つ。サッカーチーム全員を催眠術に掛けて、無数のプラモに強制的にプラモインさせるという荒業で太郎たちに挑む。
『超時空世紀オーガス』のイシュキックを主に操るが、ロボットモード（人型）に変形できるように改造を施している。
最終回では魔仁塔のプラモイン能力が衰えたことに気付き、彼を裏切って、太郎が操るポール中尉のアーミング・ダブレットを倒そうとするが圧倒的なパワーの前に敗れた。
阿朱良 吹雪（あしゅら ふぶき）
走司の妹。新体操の使い手で、彼女もプラモイン能力を持つ。『超時空騎団サザンクロス』に登場するラーナ少尉のアーミング・ダブレットにプラモインする。
素早い動きと幻を見せる超能力で太郎を翻弄し、太郎のバルキリーを分解（タイムオーバー）に追い込んだが、バルキリーのエネルギー暴走による爆発に自身も巻き込まれてしまう。新型のプラモにプラモインしていたことが幸いして耐え抜き、太郎への勝利を初めて宣言した。
吹雪の操るアーミング・ダブレットの高性能に太郎は考えを改め、バルキリー以外のプラモを使い始めるきっかけとなった。

## 用語
プラモイン
本作で重要な要素となる架空の超能力。超能力者がプラモデルの中に入り込み、それを自由自在に動かすことができる。
プラモインは基本となるプラモの設定が忠実に反映され、複座式なら2人同時に1つのプラモにプラモインしたり、銃火器などの武器を持つロボットや戦闘機にプラモインすれば、実際にそれらの武器を使用することもできる。
戦いには武器よりは運動能力が重要視され、柔道、プロレス、サッカー技などが有効とされる。製作手順を誤ったプラモや出来の悪いプラモにはプラモインできない。頭痛、腹痛等の体調不良に陥るとエスパー能力とプラモイン能力が低下するなどの特徴がある。大きなプラモ、複雑な構造のプラモにプラモインするためには、それだけ強力な超能力が必要とされる。
プラモイン能力は大人になるほど弱まる性質があり、信五と魔仁塔は中学生で既に能力が衰え始めている様子。
1/25 バルキリー
信五がフルスクラッチで製作したプラモデル。これだけのスケールのプラモにプラモインするには強力な超能力が必要となるが信五が太郎に偶然出会った際は彼の秘められた能力を見抜いて、これを託した。以来、バルキリーは太郎の愛機となり、彼はプラモ戦隊入りを果たすこととなった。
アニメ『超時空要塞マクロス』の設定通りに3形態に変形可能で専用のアーマードシステムを装着することで、アーマード・バルキリーとなることができる優れものである。
太郎のエスパー能力が増すに伴い、エスパー能力がプラモの耐久力を超えるとバルキリーが分解してしまうという弱点が露見。これを補うため、中盤からは各所をプラ板で補強し、さらに分解の危険性を察知するためのコンピューターが内蔵され、分解30秒前に頭部ゲージが点滅する等の改造が施された。
改造バルキリーは全身に補強パーツが取り付けられたため、変形はバトロイド、ガウォークの2形態のみでファイター形態は変形不可能。そのため、空中戦では空を飛べるように改造された大吉のナイキックに苦戦を強いられていたが、ブースターユニットを換装することでバトロイド形態のままで空中戦が可能となった。
最終回直前ではストライクパックを装備したストライク改造バルキリーで、吹雪の操るラーナ少尉のアーミング・ダブレットと戦うが死闘の末に破壊され、『サザンクロス』ポール中尉のアーミング・ダブレットに乗り換えることとなる。
超能力強化リング
プラモインするときに頭部に取り付けるヘッドバンド状の機械。プラモ戦隊は丸みのある共通デザインに統一されている様子だが、魔仁塔 一派は使用者によって、ディテールのデザインは様々である。大吉は当初、魔仁塔から渡されたものを使っていたが、太郎に味方するようになってからはプラモ戦隊の強化リングを使っている。
作中では「超能力がアップする」「（超能力を持つ者が使えば）プラモインできるようになる」などと言われており、超能力を補助ないしは強化するアイテムである様子。プラモインする者は身に付けているが、必ずしもプラモインに必須というわけではないようで、第1話では強化リングを持たぬ太郎が自力でプラモインに成功している。走司の集団催眠で強制的にプラモインさせられたサッカー部員たちは付けていなかった。
終盤で太郎の超能力が強すぎて、バルキリーが耐えられなくなってからも強化リングは使われつづけており、この時点で、どのような役割があったのかについては作中で明確な説明は無かった。
ピタバン
当時、日本模型（ニチモ）から発売されていた1/200のマクロスプラモデルのシリーズ。その名の通り、付属の吸盤（と保護フード）を取り付ければ窓ガラス等に貼り付けて飾ることもできるようになっているのだが、その分だけプラモデル本体のスケールが小さくなっていることも特徴で、作中では「小さなプラモ」という役どころで使われた。明言はされなかったものの、健市のディフェンダーがこのスケールである。
魔仁塔は大量の「ピタバンのリガード」を用意して物量作戦を仕掛けたことがあり、太郎に「地面が動いている」と言わしめた。このリガードには砲塔がクサビ状に作り替えられた改造品が混じっており、1/25バルキリーの関節に挟み込むことで、その動きを封じた。